# Мехув
Мєхув (або Міхов, Мехув; пол. Miechów; рос. Мѣховъ) — місто в південній Польщі.
Адміністративний центр Меховського повіту Малопольського воєводства.

## Історія
У часи існування Королівства Польського і Речі Посполитої входив до складу Краківського воєводства. 1290 року отримав магдебурзьке право від Пшемисла II — князя великопольського і краківського.
За правління Владислава І Локетка самоврядування міста було частково обмежено, але свобода міщан від повинностей лишалася непорушною. Місто ніколи не було багатим. У Російській імперії був центром Міховського повіту Келецької губернії Царства Польського.
Розташовувався на старій дорозі Кельці — Краків, віддалений на одну третину від Кракова й на дві третини від Кельців.
Під час Другої світової війни в місті діяла делегатура Українського допомогового комітету.

## Демографія
Демографічна структура станом на 31 березня 2011 року:
|          | Загалом | Допрацездатний вік | Працездатний вік | Постпрацездатний вік |
| -------- | ------- | ------------------ | ---------------- | -------------------- |
| Чоловіки | 5570    | 1023               | 3867             | 680                  |
| Жінки    | 6357    | 978                | 3757             | 1622                 |
| Разом    | 11927   | 2001               | 7624             | 2302                 |

## Відомі люди

### Народилися
- Мацей із Мехова (1457—1523) — краківський канонік, історик, королівський лікар і астролог.

### Мешкали
- Лев Левинський — український архітектор, автор багатьох церков у Східній Галичині.
- Станіслав Стемпковський — генеральний пробощ каноніків регулярних Божого гробу[6].